# Jordan King
Jordan King (Warwick, 26 febbraio 1994) è un pilota automobilistico britannico, dopo una piccola parentesi in IndyCar Series ora è collaudatore e pilota di riserva del team di Formula E, Mahindra Racing.

## Carriera

### Gli inizi e la Formula Renault 2.0 britannica
King inizia la sua carriera nei kart, per poi passare alle monoposto alla fine del 2010, quando partecipa alla Formula Renault britannica e si laurea campione l'anno successivo.
Nel 2009, all'età di soli quindici anni, King prova una vettura di Formula 2. Partecipa a quattro gare di Formula Palmer Audi nel weekend tenutosi a Silverstone nel 2010, riuscendo ad ottenere il podio dopo aver impressionato il capo della categoria, Jonathan Palmer. Nel 2011 firma per correre tre gare del campionato: quelle di Spa-Francorchamps, del Nürburgring e Brands Hatch, che si tenevano durante la pausa estiva della Formula Renault britannica. King è il più giovane pilota ad aver partecipato alla categoria nell'era moderna.

### GP2 Series/FIA Formula 2
Nel febbraio 2015, King passa alla GP2, dove corre per la Racing Engineering in coppia con Alexander Rossi. Ottiene un podio e il 12º posto in classifica generale. Nella stagione 2016 continua nella categoria con lo stesso team, a fianco del compagno di squadra Norman Nato. Riesce a conquistare le sue prime due vittorie nella categoria, nelle gare sprint del Red Bull Ring e di Silverstone, concludendo il campionato in settima posizione.
Nella stagione 2017 continua in GP2, rinominata Formula 2, ma cambia team passando alla MP Motorsport. Al termine della stagione si mantiene all'undicesimo posto in campionato con 62 punti.
Nella stagione 2019, dopo un anno d'assenza torna nella categoria, correndo nuovamente per il team MP Motorsport. Ottiene due podi ed il nono posto in classifica.

### IndyCar Series
Il 5 gennaio 2018 viene ufficializzato il suo approdo nella serie americana IndyCar, con il team Ed Carpenter Racing. Corre 11 gare, ottenendo un undicesimo posto quale miglior risultato.
King torna a correre in Indycar nel 2019, fa il suo debutto alla 500 Indianapolis con il team Rahal Letterman Lanigan Racing, in gara chiude 24º.

### Formula 1 e Formula E
King viene scelto dal team Manor per le stagioni 2015 e 2016 della Formula 1 nel ruolo di collaudatore e terzo pilota. Debutta in una sessione ufficiale di Formula 1 nelle prove libere del Gran Premio degli Stati Uniti d'America 2016.
Attualmente è pilota simulatore per l'Alpine F1 Team in Formula 1 e del team Mahindra Racing nella Formula E. Nel 2023 prende parte a Berlino dei Rookie della Formula E guidando sempre per il team Mahindra Racing. Con il team indiano scende in pista anche durante i Rookie test della Formula E sul Circuito di Misano.
Nel 2024, visto gli impegni nel WEC di Nyck de Vries, il team di Formula E, Mahindra Racing sceglie King per il doppio impegno dell'E-Prix di Berlino 2024.

## Risultati

### Riassunto della carriera
| Stagione | Campionato                               | Team                           | Gare                       | Vittorie                   | Pole                       | G/V                        | Podi                       | Punti                      | Pos                        |
| -------- | ---------------------------------------- | ------------------------------ | -------------------------- | -------------------------- | -------------------------- | -------------------------- | -------------------------- | -------------------------- | -------------------------- |
| 2010     | Formula Palmer Audi                      | MotorSport Vision              | 4                          | 0                          | 1                          | 0                          | 1                          | 20                         | 23º                        |
| 2010     | Formula Renault Winter Series britannica | Manor Competition              | 6                          | 0                          | 0                          | 0                          | 0                          | 43                         | 15º                        |
| 2011     | Formula Renault 2.0 britannica           | Manor Competition              | 20                         | 0                          | 1                          | 1                          | 1                          | 265                        | 8º                         |
| 2011     | MRF Formula 1600 India                   | Team Sidvin                    | 8                          | 4                          | 1                          | 6                          | 6                          | ?                          | 1º                         |
| 2011     | Formula 2                                | MotorSport Vision              | 6                          | 0                          | 0                          | 0                          | 0                          | 17                         | 14º                        |
| 2012     | Formula Renault 2.0 NEC                  | Manor MP Motorsport            | 20                         | 1                          | 0                          | 2                          | 9                          | 316                        | 2º                         |
| 2012     | Eurocup Formula Renault 2.0              | Manor MP Motorsport            | 14                         | 0                          | 0                          | 0                          | 1                          | 31                         | 13º                        |
| 2012     | Toyota Racing Series                     | M2 Competition                 | 14                         | 1                          | 1                          | 1                          | 4                          | 591                        | 5º                         |
| 2013     | Formula 3 europea                        | Carlin                         | 30                         | 0                          | 0                          | 1                          | 2                          | 176                        | 6º                         |
| 2013     | Formula 3 britannica                     | Carlin                         | 12                         | 3                          | 2                          | 2                          | 8                          | 176                        | 1º                         |
| 2014     | Formula 3 europea                        | Carlin                         | 32                         | 0                          | 0                          | 0                          | 5                          | 217                        | 7º                         |
| 2015     | GP2 Series                               | Racing Engineering             | 22                         | 0                          | 0                          | 1                          | 1                          | 60                         | 12º                        |
| 2015     | Formula 1                                | Manor Marussia F1 Team         | Collaudatore               | Collaudatore               | Collaudatore               | Collaudatore               | Collaudatore               | Collaudatore               | Collaudatore               |
| 2016     | GP2 Series                               | Racing Engineering             | 22                         | 2                          | 0                          | 1                          | 5                          | 122                        | 7º                         |
| 2016     | Formula 1                                | Manor                          | Collaudatore               | Collaudatore               | Collaudatore               | Collaudatore               | Collaudatore               | Collaudatore               | Collaudatore               |
| 2017     | Formula 2                                | MP Motorsport                  | 22                         | 0                          | 0                          | 0                          | 0                          | 62                         | 11º                        |
| 2018     | IndyCar                                  | Ed Carpenter Racing            | 11                         | 0                          | 0                          | 0                          | 0                          | 175                        | 22º                        |
| 2019     | Formula 2                                | MP Motorsport                  | 20                         | 0                          | 0                          | 2                          | 2                          | 79                         | 9°                         |
| 2019     | IndyCar Series                           | Rahal Letterman Lanigan Racing | 1                          | 0                          | 0                          | 0                          | 0                          | 12                         | 36°                        |
| 2019     | 24 Ore di Le Mans - LMP2                 | Jackie Chan DC Racing          | 1                          | 0                          | 0                          | 0                          | 0                          | N/A                        | DNF                        |
| 2019–20  | Campionato del mondo endurance           | Team LNT                       | 2                          | 0                          | 0                          | 1                          | 0                          | 12                         | 20°                        |
| 2020–21  | Formula E                                | Mahindra Racing                | Pilota di riserva/sviluppo | Pilota di riserva/sviluppo | Pilota di riserva/sviluppo | Pilota di riserva/sviluppo | Pilota di riserva/sviluppo | Pilota di riserva/sviluppo | Pilota di riserva/sviluppo |
| 2021     | Formula 1                                | Alpine F1 Team                 | Collaudatore               | Collaudatore               | Collaudatore               | Collaudatore               | Collaudatore               | Collaudatore               | Collaudatore               |
| 2021–22  | Formula E                                | Mahindra Racing                | Pilota di riserva/sviluppo | Pilota di riserva/sviluppo | Pilota di riserva/sviluppo | Pilota di riserva/sviluppo | Pilota di riserva/sviluppo | Pilota di riserva/sviluppo | Pilota di riserva/sviluppo |
| 2022-23  | Formula E                                | Mahindra Racing                | Pilota di riserva/sviluppo | Pilota di riserva/sviluppo | Pilota di riserva/sviluppo | Pilota di riserva/sviluppo | Pilota di riserva/sviluppo | Pilota di riserva/sviluppo | Pilota di riserva/sviluppo |
| 2024     | Formula E                                | Mahindra Racing                | 2                          | 0                          | 0                          | 0                          | 0                          | 0                          | 26º                        |

* Stagione in corso.

### Risultati in Formula 2
(legenda) (Le gare in grassetto indicano la pole position) (Le gare in corsivo indicano Gpv)
| Anno | Team              | 1     | 2     | 3     | 4     | 5        | 6       | 7       | 8       | 9         | 10       | 11    | 12    | 13    | 14    | 15    | 16    | Pos. | Punti |
| ---- | ----------------- | ----- | ----- | ----- | ----- | -------- | ------- | ------- | ------- | --------- | -------- | ----- | ----- | ----- | ----- | ----- | ----- | ---- | ----- |
| 2011 | MotorSport Vision | SIL 1 | SIL 2 | MAG 1 | MAG 2 | SPA 1 17 | SPA 2 8 | NÜR 1 5 | NÜR 2 9 | BRH 1 Rit | BRH 2 10 | RBR 1 | RBR 2 | MNZ 1 | MNZ 2 | CAT 1 | CAT 2 | 14º  | 17    |

### Risultati in Formula 3 europea
(legenda) (Le gare in grassetto indicano la pole position) (Le gare in corsivo indicano Gpv)
| Anno | Scuderia | Motore     | 1       | 2         | 3       | 4        | 5         | 6       | 7        | 8         | 9       | 10      | 11        | 12       | 13       | 14       | 15       | 16        | 17      | 18      | 19      | 20      | 21        | 22      | 23        | 24      | 25       | 26        | 27      | 28      | 29       | 30       | 31      | 32       | 33      | Pos. | Punti |
| ---- | -------- | ---------- | ------- | --------- | ------- | -------- | --------- | ------- | -------- | --------- | ------- | ------- | --------- | -------- | -------- | -------- | -------- | --------- | ------- | ------- | ------- | ------- | --------- | ------- | --------- | ------- | -------- | --------- | ------- | ------- | -------- | -------- | ------- | -------- | ------- | ---- | ----- |
| 2013 | Carlin   | Volkswagen | MNZ 1 7 | MNZ 2 Rit | MNZ 3 9 | SIL 1 11 | SIL 2 Rit | SIL 3 6 | HOC 1 11 | HOC 2 9   | HOC 3 5 | BRH 1 7 | BRH 2 13  | BRH 3 11 | RBR 1 3  | RBR 2 6  | RBR 3 5  | NOR 1 17  | NOR 2 9 | NOR 3 9 | NÜR 1 4 | NÜR 2 4 | NÜR 3 Rit | ZAN 1 4 | ZAN 2 4   | ZAN 3 2 | VAL 1 13 | VAL 2 Rit | VAL 3 5 | HOC 1 6 | HOC 2 8  | HOC 3 9  |         |          |         | 6º   | 176   |
| 2014 | Carlin   | Volkswagen | SIL 1 3 | SIL 2 6   | SIL 3 9 | HOC 1 3  | HOC 2 9   | HOC 3 7 | PAU 1 5  | PAU 2 18† | PAU 3 9 | HUN 1 5 | HUN 2 Rit | HUN 3 NP | SPA 1 10 | SPA 2 10 | SPA 3 10 | NOR 1 Rit | NOR 2   | NOR 3   | MSC 1 2 | MSC 2 5 | MSC 3 Rit | RBR 1 9 | RBR 2 Rit | RBR 3 7 | NÜR 1 4  | NÜR 2 6   | NÜR 3 5 | IMO 1 2 | IMO 2 19 | IMO 3 11 | HOC 1 6 | HOC 2 13 | HOC 3 2 | 7º   | 217   |

### Risultati in GP2 Series
(legenda) (Le gare in grassetto indicano la pole position) (Le gare in corsivo indicano Gpv)
| Anno | Team               | 1   | 2   | 3   | 4   | 5   | 6   | 7   | 8   | 9   | 10  | 11  | 12  | 13  | 14  | 15  | 16  | 17  | 18  | 19  | 20  | 21  | 22  | Punti | Pos. |
| ---- | ------------------ | --- | --- | --- | --- | --- | --- | --- | --- | --- | --- | --- | --- | --- | --- | --- | --- | --- | --- | --- | --- | --- | --- | ----- | ---- |
| 2015 | Racing Engineering | BHR | BHR | CAT | CAT | MON | MON | RBR | RBR | SIL | SIL | HUN | HUN | SPA | SPA | MNZ | MNZ | SOC | SOC | BHR | BHR | YMC | YMC | 60    | 12º  |
| 2015 | Racing Engineering | 4   | 9   | 14  | 11  | 9   | Rit | 12  | 7   | 22† | 10  | 6   | 12  | 8   | 2   | 8   | Rit | Rit | 15  | 9   | 6   | 6   | C   | 60    | 12º  |
| 2016 | Trident            | CAT | CAT | MON | MON | BAK | BAK | RBR | RBR | SIL | SIL | HUN | HUN | HOC | HOC | SPA | SPA | MNZ | MNZ | SEP | SEP | YMC | YMC | 122   | 7º   |
| 2016 | Trident            | 7   | 3   | Rit | 16  | 12† | 4   | 8   | 1   | 8   | 1   | 8   | 2   | 15  | 11  | 2   | 12  | 7   | 4   | 5   | 14  | 13  | 10  | 122   | 7º   |

† Il pilota si è ritirato, ma viene ugualmente classificato avendo coperto più del 90% della distanza.

### Risultati in Formula 2 FIA
(legenda) (Le gare in grassetto indicano la pole position) (Le gare in corsivo indicano Gpv)
| Stagione | Team          | 1   | 2   | 3   | 4   | 5   | 6   | 7   | 8   | 9   | 10  | 11  | 12  | 13  | 14  | 15  | 16  | 17  | 18  | 19  | 20  | 21  | 22  | 23  | 24  | Punti | Pos. |
| -------- | ------------- | --- | --- | --- | --- | --- | --- | --- | --- | --- | --- | --- | --- | --- | --- | --- | --- | --- | --- | --- | --- | --- | --- | --- | --- | ----- | ---- |
| 2017     | MP Motorsport | BHR | BHR | CAT | CAT | MON | MON | BAK | BAK | RBR | RBR | SIL | SIL | HUN | HUN | SPA | SPA | MNZ | MNZ | JER | JER | YMC | YMC |     |     | 62    | 11º  |
| 2017     | MP Motorsport | 4   | 5   | 9   | 5   | 9   | 8   | 6   | SQ  | 9   | 6   | 7   | Rit | 15  | 11  | Rit | 14  | 10  | 20  | 6   | Rit | 8   | Rit |     |     | 62    | 11º  |
| 2019     | MP Motorsport | BHR | BHR | BAK | BAK | CAT | CAT | MON | MON | LEC | LEC | RBR | RBR | SIL | SIL | HUN | HUN | SPA | SPA | MNZ | MNZ | SOC | SOC | YMC | YMC | 79    | 9º   |
| 2019     | MP Motorsport | 17  | 8   | 3   | Rit | 7   | 7   |     |     | 6   | 11  | 8   | 7   | 10  | 9   | 6   | 4   | C   | C   | 6   | 2   | 12  | 9   | 12  | 9   | 79    | 9º   |

### Partecipazioni in Formula 1
| 2016 | Scuderia | Vettura |  |  |  |  |  |  |  |  |  |  |  |  |  |  |  |  |  |    |  |  |    |  |  |  | Punti | Pos. |
| ---- | -------- | ------- |  |  |  |  |  |  |  |  |  |  |  |  |  |  |  |  |  | -- |  |  | -- |  |  |  | ----- | ---- |
| 2016 | Manor    | MRT05   |  |  |  |  |  |  |  |  |  |  |  |  |  |  |  |  |  | SP |  |  | SP |  |  |  |       |      |

| Legenda | 1º posto     | 2º posto | 3º posto    | A punti         | Senza punti/Non class.  | Grassetto – Pole position Corsivo – Giro più veloce |
| Legenda | Squalificato | Ritirato | Non partito | Non qualificato | Solo prove/Terzo pilota | Grassetto – Pole position Corsivo – Giro più veloce |

### Campionato del mondo endurance
| Anno    | Squadra               | Classe | Vettura           | SPA | LMS | SIL | FUJ | SHA | SEB | SPA | LMS | Punti | Pos. |
| ------- | --------------------- | ------ | ----------------- | --- | --- | --- | --- | --- | --- | --- | --- | ----- | ---- |
| 2018-19 | Jackie Chan DC Racing | LMP2   | Oreca 07-Gibson   |     |     |     |     |     | 1   | 6   | Rit | 40    | 11°  |
| Anno    | Squadra               | Classe | Vettura           | SIL | FUJ | SHA | BHR | COA | SPA | LMS | BHR | Punti | Pos. |
| 2019-20 | Team LNT              | LMP1   | Ginetta G60-LT-P1 |     |     | 4   | Rit |     |     |     |     | 12    | 20°  |

### 24 Ore di Le Mans
| Stagione | Squadra               | Co-piloti                     | Vettura         | Classe | Giri | Pos. | Class Pos. |
| -------- | --------------------- | ----------------------------- | --------------- | ------ | ---- | ---- | ---------- |
| 2019     | Jackie Chan DC Racing | Ricky Taylor David H. Hansson | Oreca 07-Gibson | LMP2   | 199  | DNF  | DNF        |

### Risultati in Formula E
| Stagione | Squadra                 | Vettura            | 1                   | 2            | 3           | 4                                               | 5   | 6   | 7   | 8   | 9      | 10     | 11  | 12  | 13  | 14  | 15  | 16  | Punti | Pos |
| --- | ----------------------- | ------------------ | ------------------- | ------------ | ----------- | ----------------------------------------------- | --- | --- | --- | --- | ------ | ------ | --- | --- | --- | --- | --- | --- | ----- | --- |
| 2023-24 | Mahindra Racing         | Mahindra M9Electro | MEX                 | DIR          | DIR         | SAP                                             | TOY | MIS | MIS | MON | BER 12 | BER 18 | SHA | SHA | POR | POR | LON | LON | 0     | 26º |
| \| Legenda \| 1º posto \| 2º posto \| 3º posto \| A punti \| Senza punti \| Grassetto=Pole position Corsivo=Giro più veloce \| \| Legenda \| Solo prove/Terzo pilota \| Non qualificato \| Ritirato/Non class. \| Squalificato \| Non partito \| Grassetto=Pole position Corsivo=Giro più veloce \| |                         |                    |                     |              |             |                                                 |     |     |     |     |        |        |     |     |     |     |     |     |       |     |
| Legenda | 1º posto                | 2º posto           | 3º posto            | A punti      | Senza punti | Grassetto=Pole position Corsivo=Giro più veloce |     |     |     |     |        |        |     |     |     |     |     |     |       |     |
| Legenda | Solo prove/Terzo pilota | Non qualificato    | Ritirato/Non class. | Squalificato | Non partito | Grassetto=Pole position Corsivo=Giro più veloce |     |     |     |     |        |        |     |     |     |     |     |     |       |     |